# ヘルマン・ヘドビウス

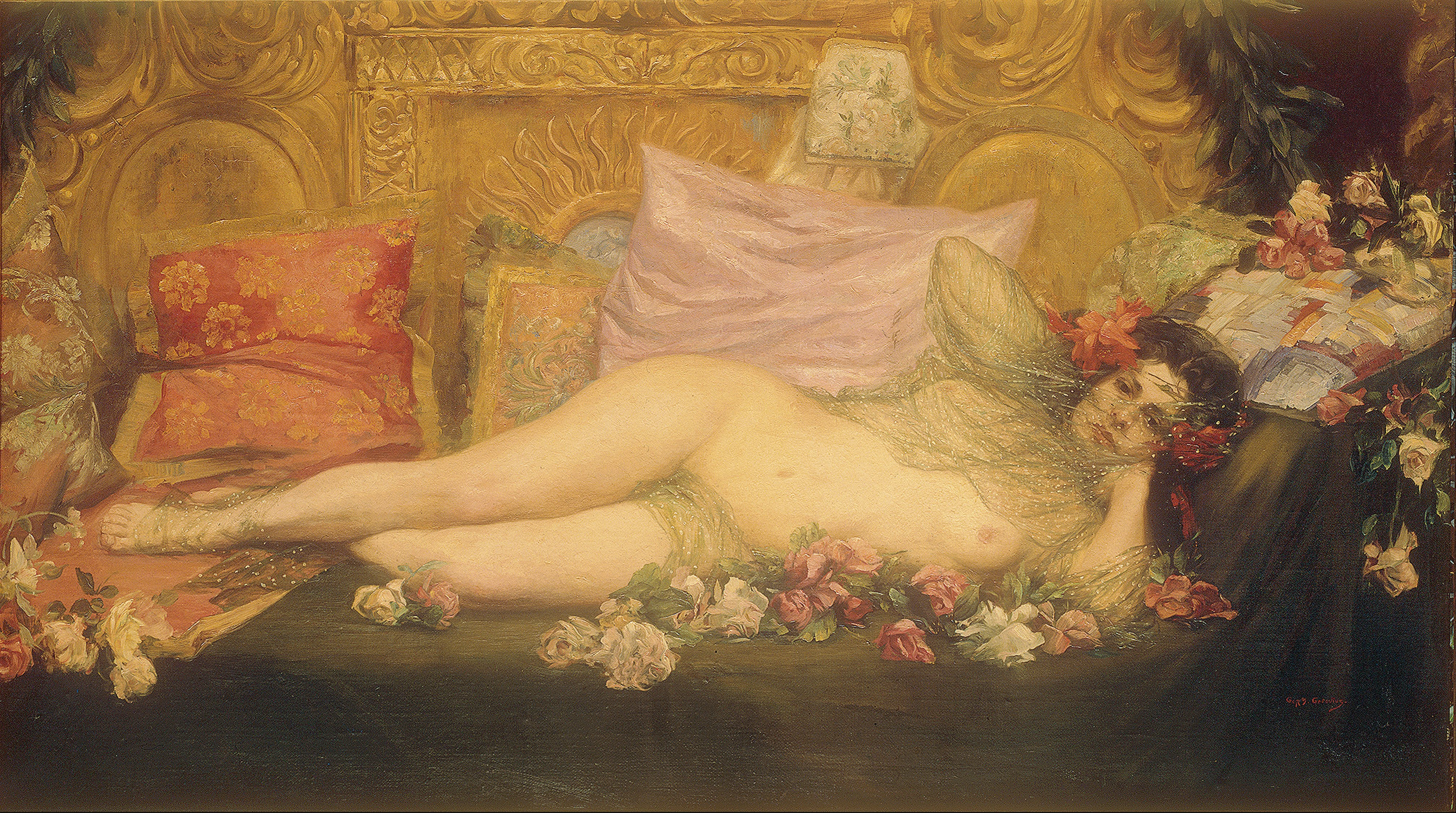
ヘルマン・ヘドビウス作 "Baroque Nude" (c.1920)、メキシコ国立美術館 蔵

ヘルマン・ヘドビウス（Germán Gedovius、1867年 - 1937年）はメキシコの画家である。ミュンヘン美術院で学び、メキシコシティの美術学校、アカデミア・デ・サン・カルロスで教えた。

## 略歴
メキシコシティでドイツ系の商人、ヨハン・ヘルマン・ヘドビウス・フィック(Johann Herrmann Gedovius Fick: 1831-1908) の息子に生まれた。子供時代に
サン・ルイス・ポトシ州に家族と移った。16歳になった時、メキシコシティの美術学校、アカデミア・デ・サン・カルロス(Academia de San Carlos)に入学し、ホセ・サロメ・ピナ(José Salomé Pina: 1830-1909) やラファエル・フロリス(Rafael Flores: 1832–1886)に学んだ。4年間学んだ後、1887年に幼い頃から悩まされていた難聴の治療を受けるためドイツに渡り、ドイツではミュンヘン美術院でヨハン・カスパー・ヘルテリッヒやヴィルヘルム・フォン・ディーツの指導を受けて絵の勉強を続けた。
ミュンヘン派と呼ばれる画家たちの中で、オランダのバロック絵画や象徴主義や自然主義などの影響を受けた。ヘドビウスの作品はミュンヘン美術院の展覧会で金メダルを受賞した。
1894年にメキシコに帰国し、その少し後に、アカデミア・デ・サン・カルロスの教員になった。メキシコの重要な展覧会に出展し、アントニオ・ファブレス(Antonio Fabres)やレアンドロ・イサギレ（Leandro Izaguirre: 1867-1941)、フリオ・ルエラス（Julio Ruelas: 1870-1907）といった画家たちとともにメキシコの美術界で指導的な役割を果たした。
ヘルマン・ヘドビウスに学んだ学生にはサトゥルニノ・エランやアンヘル・サラガ、ディエゴ・リベラ、マリア・イスキエルド(María Izquierdo: 1902-1955)らがいる。

## 作品

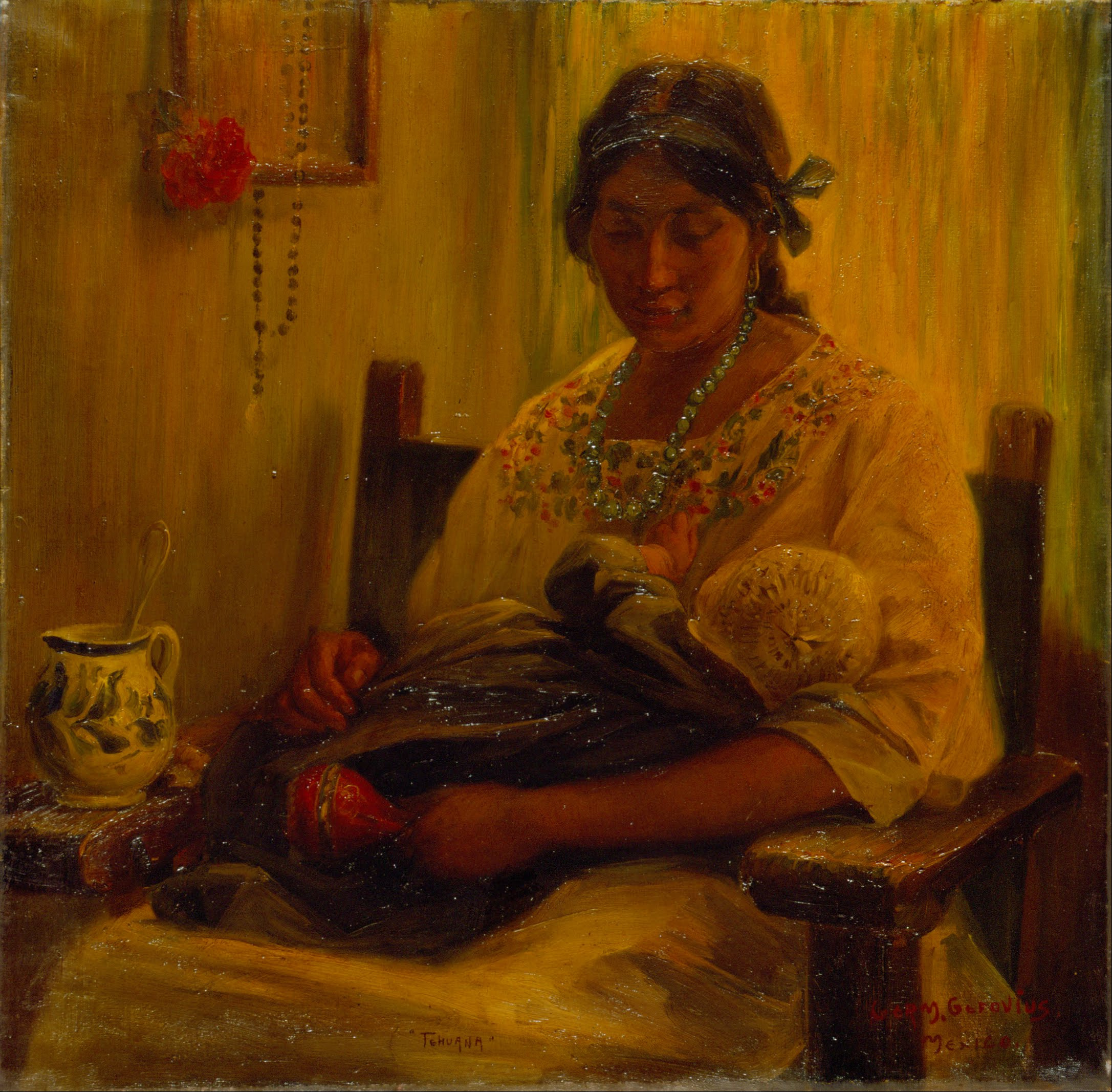
テワントペクの女性 (c.1917) メキシコ国立美術館 蔵
菫を持つ女性(c.1908) Colección Andrés Blaisten